# Anicroche (arme)
Pour les articles homonymes, voir anicroche.
L'anicroche ou serpe de guerre est une arme d'hast européenne, utilisée pour frapper de taille et composée d'une serpe montée sur une hampe longue. Dérivant d'un outil agricole et forestier largement répandu en Europe, elle est facile à fabriquer et à prendre en main par la piétaille qui l'utilise au quotidien. Elle est parente de la guisarme qui s'en distingue par l'ajout d'une pointe de lance permettant de frapper d'estoc. L'anicroche permettait également de couper les jarrets des chevaux ou « désosser » un chevalier en lui arrachant ses pièces d'armure. Elle est de ce fait très efficace pour la capture du chevalier adverse afin d'en tirer rançon. Elle a été employée du XIVe au XVIe siècle.
De son usage découle l'expression française : « Il n'y a pas d'anicroche. » qui signifie qu'il n'y a pas de problème.